# Verkörarna
Verkörarna är en ö i Finland. Den ligger i Finska viken och i kommunen Lovisa i den ekonomiska regionen  Lovisa i landskapet Nyland, i den södra delen av landet. Ön ligger omkring 59 kilometer öster om Helsingfors.
Öns area är 1,5 hektar och dess största längd är 220 meter i sydväst-nordöstlig riktning. Ön höjer sig omkring 15 meter över havsytan.